# Så som du bjöd vi kommer nu
Så som du bjöd vi kommer nu är en nattvardspsalm med text av Maurice Frank Campbell Willson och översatt 1984 av Britt G. Hallqvist. Musiken är en folkmelodi från Siljansnäs.

## Publicerad som
- Nr 397 i Den svenska psalmboken 1986 under rubriken "Nattvarden".